# スパイvsスパイ (コンピュータゲーム)
『スパイvsスパイ』（スパイ アンド スパイ、原題：SPY vs SPY）は、アメリカのゲーム会社First Star Softwareが開発し1984年に発売された対戦アクションゲーム。アメリカのコミック・ストリップ『Spy vs. Spy』のゲーム化作品。
1984年にAtari 8ビット・コンピュータ版が発売され、同年にコモドール64版やApple II版、後年にはAmiga版やAtari ST版など当時の主要な海外プラットフォーム向けに広く発売された。日本ではケムコからファミリーコンピュータ版とゲームボーイカラー版が、セガよりセガマークIII版が、ホット・ビィよりPC-8801版とX1版が発売されている。

## システム
スパイの情報争奪戦をテーマとした内容で、プレイヤーは、原作に登場する2人のキャラクターである白いスパイと黒いスパイのどちらかを操作キャラクターとして選択し、時に罠などで相手を妨害したり、逆に相手の妨害を回避したりしながら、各所に隠されたアイテムを回収し、制限時間内に相手よりも早く脱出することを目指す。なお、ゲーム画面上では白いスパイが「WHITE」、黒いスパイが「BLACK」と表記されているが、日本のファミリーコンピュータ版の説明書では、白いスパイの名前が「ヘッケル」、黒いスパイの名前が「ジャッケル」という独自の設定が加えられている。
ゲーム画面は上下二分割固定で、上半分が白いスパイ、下半分が黒いスパイの操作画面となる（これはプレイヤーがどちらを選んでも変わらない）。ゲームの舞台は、複数の部屋がドアで区切られた迷路のような構造をしていて、対戦開始前に選ぶマップごとにその構造は異なる（マップには「レベル」が存在し、高いレベルのマップほど複雑かつ広大となる）。
各部屋のどこかに隠された「設計図」「パスポート」「お金」「鍵」の4種類のアイテムを「カバン」に格納し、出口（飛行機のマークが描かれたドア）から脱出した方の勝利となる。4種のアイテムは1つずつしか手に持てず、2種類以上のアイテムを持ち歩くには『カバン』が必携となる。また、クリアに必須なこれら以外にも、後述の罠や、それらを解除できるアイテムを手に持って運ぶことが出来る。
スパイは、移動操作以外に「家具などを調べる」「アイテムを家具などに隠す」「罠を仕掛ける」「相手のスパイと直接戦う」「マップを見る」といった行動が可能で、これらを駆使して目的を果たしたり、相手を妨害したりする。また、罠にかかるなどするとスパイは「死亡」し、ペナルティとして制限時間が減少する。制限時間が0になった場合は敗北となるため、「死亡」した回数が多いほど不利になる。

## 罠
以下の罠を使って相手を妨害することができる。設置された罠にかかると「死亡」する。なお、罠は仕掛けた本人に対しても作動する。また、それぞれの罠には一部を除き、対応した解除用のアイテムが存在し、特定の箇所から入手し、手に所持した状態で解除が可能（マップによっては入手箇所が存在しない場合もある）。
ダイナマイト
部屋の家具などに仕掛ける。仕掛けた家具を調べると爆発し「死亡」する。
赤い防火用具入れから入手できる「消火バケツ」を所持していると解除できる。
スプリング
部屋の家具などに仕掛ける。仕掛けた家具を調べると勢いよく弾き飛ばされる。飛ばされた先が閉じたドアや壁ならそこに激突し「死亡」するが、開いたドアの場合、激突するまで延々と飛ばされ続ける。
白い工具箱から入手できる「ペンチ」を所持していると解除できる。
バケツ
ドアに仕掛ける。仕掛けたドアを開けると、バケツの中身が降りかかり、感電するようなエフェクトの後「死亡」する。
コートラックから入手できる「カサ」を所持していると解除できる。
ワイヤー銃
ドアに仕掛ける。他の罠と異なり、仕掛けるには家具などからドアにワイヤーを繋げる必要がある（ただし繋げた元の家具側を動かしても作動はしない）。仕掛けたドアを開けると、全身を撃ち抜かれて「死亡」する。
十字マークの救急キットから入手できる「ハサミ」を所持していると解除できる。
ファミリーコンピュータ版では削除されている。
時限爆弾
部屋自体に仕掛ける。仕掛けた直後から「その部屋にスパイがいる間だけ」カウントが進み（カウント中は独特の時計音がする）、カウントが約10秒進んだ時に部屋にいるスパイを爆破、「死亡」させる。
この罠のみ、解除用のアイテムや解除方法が存在しない。
ファミリーコンピュータ(NES)版では外見や性能が変わっている（同上）。

## 戦闘モード
2人のスパイが同じ部屋に入ると戦闘モードとなる。このモードでのみ、相手スパイを直接攻撃できる。基本的に殴り合いで、一定回数殴られた側が「死亡」する。なお移植版によっては、戦闘が有利になる武器の入手が可能。

## 機種別の違い
ファミリーコンピュータ版
白いスパイの「ヘッケル」と黒いスパイの「ジャッケル」はそれぞれ「ケムコ」の産業スパイとライバル会社「トムコ」の産業スパイで、奪い合う設計図はゲーム界の元締めである「ジンテンドウ」が開発した新型ディスクシステムのもの、という独自のバックストーリーがある。日本で本作が発売された1984年4月26日は、任天堂からディスクシステムが発売された1986年2月21日の約2か月後で、『別冊宝島797 僕たちの好きなTVゲーム 80年代懐かしゲーム編』では「産業スパイが狙うような最新機器として、ディスクシステムは認知されていた…のかなぁ」と解説されている。
罠の仕様変更
ワイヤー銃が削除され、時限爆弾の性能が「仕掛けた部屋にスパイが入ることで作動。スパイの顔が青くなり、2秒後に爆破する」となり、「作動してから2秒以内に部屋から出ること」で解除可能となった。
戦闘モードの仕様追加
家具などから、下記2種類の戦闘モード用の武器を入手・装備可能となった。他のアイテムと違い、一度装備すれば失うことはないが、別の武器を装備すると上書きされる。
- 警棒 - 威力は中程度で（6回ほど当てれば「死亡」）、射程が長い武器。
- ナイフ - 威力が大きく（4回ほど当てれば「死亡」）、射程が中程度の武器。

また、パワーゲージが表示され、どの程度のダメージを受けているかが視認しやすくなり、『カバン』入手時にダメージが全回復するようになった。
さらに、戦闘モード専用の操作にジャンプが加わり、相手の攻撃を回避できるようになった。
「死亡」時のペナルティ強化
「死亡」時に制限時間が減少した後、さらにそこから一定時間行動不能となり、より「死亡」時に不利になるようになった。
ゲームボーイカラー版
ファミリーコンピュータ版の仕様をベースに、マップの種類の大幅増加などのアレンジが加わっている。
iOS / Android版
Atari 8ビット・コンピュータ版のリメイク。メニュー画面などはすべて英語表記。グラフィックは現代風に描き直されているが、レトロモードを選べばオリジナル版のグラフィックでも遊ぶことができる。
なお、Android版は現在では日本国内での購入が不可能となっている。

## スタッフ
オリジナル版
- ゲーム・デザイン：マイケル・J・リーデル

ファミリーコンピュータ版
- プロジェクト・ディレクター：フェルナンド・フェレーラ、リチャード・M・スピタルニー
- キャラクター・クリエイター：アントニオ・プロヒアス
- 音楽
  - タイトル音楽：増野宏之
  - ゲーム内音楽：ニック・スカイリム（作曲）、増野宏之（編曲）

セガ・マークIII版
- リード・プログラミング：中裕司
- プログラミング：マイケル・J・リーデル

## 評価
| 項目 | キャラクタ | 音楽 | 操作性 | 熱中度 | お買得度 | オリジナリティ | 総合  |
| 得点 | 2.66       | 2.56 | 2.54   | 2.45   | 2.59     | 2.36           | 15.16 |

ファミリーコンピュータ版
- ゲーム誌『ファミリーコンピュータMagazine』の読者投票による「ゲーム通信簿」での評価は別記の通り15.16点（満30点）となっている。
- ゲーム誌『ユーゲー』においてライターの池谷勇人は、対戦プレイ時において個人の性格が露わになる事を絶賛し、「美しく勝つ術など本作には存在しない。欺き、利用し、ひたすら『悪く』勝ってこそ本作は楽しめる」とゲーム性に関して肯定的に評価している。

ゲームボーイカラー版
ゲーム誌『ファミ通』の「クロスレビュー」では、6・6・7・7の合計26点（満40点）となっており、レビュアーからはファミリーコンピュータ版と比較した上で「新作としても楽しめる」とした意見が挙げられた他、内容が単純であるが故にとっつきやすいといった意見や奥深いバトルが可能であるとの肯定的な意見の他、通信による対戦プレイに関して高評価が与えられた。しかし、対戦プレイに関しては「初心者どうしだとそっけないかも」といった意見やモニターが小さいため「敵の行動を見ながらプレイするのは少々無理がある」といったインターフェイス上の問題点、ゲーム性において「スピーディーな展開と神経衰弱的要素は人を選ぶかも知れない」など一部で否定的な評価も散見された。

## 続編
- 『南国指令!!スパイvsスパイ』（英題：Spy vs. Spy II: The Island Caper、1985年） - 南国の無人島を舞台にしたシリーズ第2弾。
- Spy vs Spy III: ARCTIC ANTICS（1987年）- 南極を舞台にしたシリーズ第3弾。日本未発売。
- Spy vs. Spy（2005年） - 3Dアクションゲーム。ストーリーモード、モダン/クラシックモード、マルチプレイヤーモード（最大4人の対戦）が選択出来る。海外のPlayStation 2とXboxで発売され、ゲームキューブ版は発売中止となった。日本未発売。
- Spy vs. Spy vs. Spy - 海外で2018年頃に続編とリマスターが開発されていたが版権に問題があり発売されることはなかった[要出典]。